# チャーチル・カレッジ
チャーチル・カレッジ (Churchill College) は、ウィンストン・チャーチルを記念して1958年に設立された、イギリスのケンブリッジ大学を構成するカレッジの一つ。

## 歴史
1955年、首相退任後程なくして、シチリアで休暇を過ごしていたチャーチルは、ジョック・コルヴィル及びフレデリック・リンデマンと共に、新たな教育機関の設立について話し合った。チャーチルは、アメリカのマサチューセッツ工科大学に強い感銘を受けており、そのイギリス版のようなものを求めていた。だが、より穏当に、科学・技術を専門とするカレッジをケンブリッジ大学に創設する方向へと計画は進んでいった。もっとも、チャーチルは、科学者以外の者も含めて総合的な教育・環境を学者やフェローのために確保したいと考えていた。そのため、土地経済学と神学・宗教学を除いた全分野（ただし、後に転部してこれらを専攻することも可能）で学生を受け入れることになった。
最初の大学院生は1960年、学部生はその1年後から受け入れが始まり、1966年に完全なカレッジとしての承認が得られた。当初の受入学生はすべて男性であり、1972年まで女性の学部入学は許可されていなかった。
科学・技術系に偏った傾向は現在のポリシーにおいても見られ、毎年、受入学生のうち約70％は科学技術系専攻でなければならないと規定されている。また、カレッジ生のうち3分の1は、大学院進学志望者となるよう努めるとの規定もある。
ケンブリッジ大学ラジオ（後のCam FM）は、1979年から2011年までチャーチル・カレッジから放送されていた。

## 伝統
チャーチル・カレッジは比較的新しいカレッジであり、近代的かつ進歩的であることを誇りとしている。伝統といえるものも比較的少ない。フォーマル・ホール（時間は固定、給仕付き、出席者はガウン着用）の代替として、インフォーマル・ホール（カフェテリア形式の食事）が1971年から導入されている。限られた大学の晩餐会を除き、フォーマル・ホールでも学生らのガウン着用は義務付けられていない。
入学晩餐会（Matriculation Dinner）や学者の宴（Scholars' Feast）といった特別な食事会の際、学寮長は、まず女王に、次に「ウィンストン卿に」乾杯を行う。その他のフォーマル・ホールでは、フェローが退席した後、上級生によって通常行われる。後者の伝統は2000年代初頭に始まったもので、学生らが乾杯の音頭をまず「ウィンストン卿に」、次に「女王に」と逆の順番で言っていたのが習わしとなったものである。

## ノーベル賞受賞者（卒業生及び所属研究者）
- フィリップ・アンダーソン：物理学者、ノーベル物理学賞受賞者
- ジョン・コッククロフト：物理学者、ノーベル物理学賞受賞者
- フランシス・クリック：科学者、ノーベル生理学・医学賞受賞者
- アンガス・ディートン：経済学者、ノーベル経済学賞受賞者
- ジェラール・ドブルー：経済学者、数学者、ノーベル経済学賞受賞者
- ピーター・ダイアモンド：経済学者、ノーベル経済学賞受賞者
- ロバート・G・エドワーズ：生物学者、ノーベル生理学・医学賞受賞者
- ジョン・ガードン：生物学者、ノーベル生理学・医学賞受賞者
- アントニー・ヒューイッシュ：電波天文学者、ノーベル物理学賞受賞者
- ウィリアム・リプスコム：無機化学者・生化学者、ノーベル化学賞受賞者
- マリオ・バルガス・リョサ：小説家、ノーベル文学賞受賞者
- エリック・マスキン：経済学者、ノーベル経済学賞受賞者
- ウォーレ・ショインカ：詩人、ノーベル文学賞受賞者受賞者
- デイヴィッド・J・サウレス：物理学者、ノーベル物理学賞受賞者
- ロジャー・Y・チエン：生化学者、ノーベル化学賞受賞者

## 著名な卒業生
- ジョージ・ガモフ：理論物理学者
- イアン・スチュアート：数学者
- ギラード・ツッカーマン: 言語学者

## External links
- College Website
- Churchill College JCR
- Churchill College MCR
- Churchill College SCR
- Archives Centre

座標: 北緯52度12分45秒 東経0度06分13秒 / 北緯52.2126度 東経0.1036度